# Инструмент
Инструмент (или сечиво) е приспособление, употребяващо се за облекчаване на работата. От обичайните ръчни сечива: чук, лопата и мотика, до сложни технически приспособления, захранвани с електроенергия и др.
Виртуални инструменти са виртуални прибори – компютърни програми, изпълняващи функции на сложни прибори, управлявани от компютъра и свързани с относително несложно оборудване.